# Pic Alt del Cubil
Pic Alt del Cubil är en bergstopp i Andorra. Den ligger i parroquian Encamp, i den östra delen av landet. Toppen på Pic Alt del Cubil är 2 833 meter över havet.
Den högsta punkten i närheten är Ensagents, 2 857 meter över havet, sydväst om Pic Alt del Cubil.
Trakten runt Pic Alt del Cubil består i huvudsak av kala bergstoppar och gräsmarker.